# Protoglossum niphophilum
Protoglossum niphophilum är en svampart som beskrevs av Trappe & Claridge 2003. Protoglossum niphophilum ingår i släktet Protoglossum och familjen spindlingar.   Inga underarter finns listade i Catalogue of Life.